# Llista d'espècies d'amfinèctids

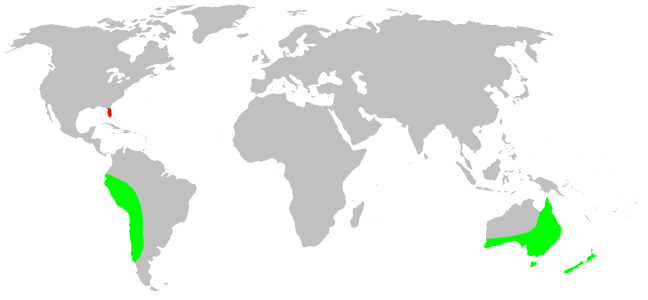
Distribució dels amfinèctids

Aquesta és la llista d'espècies de amfinèctids, una família d'aranyes araneomorfes. Conté la informació recollida fins al 28 d'octubre de 2006 i hi ha citats 35 gèneres i 184 espècies. Es localitzen a Nova Zelanda i altres zones d'Oceania, i a la part occidental de Sud-amèrica.

## Gèneres i espècies

### Akatorea
Akatorea Forster & Wilton, 1973
- Akatorea gracilis (Marples, 1959) (Nova Zelanda)
- Akatorea otagoensis Forster & Wilton, 1973 (Nova Zelanda)

### Amphinecta
Amphinecta Simon, 1898
- Amphinecta decemmaculata Simon, 1898 (Nova Zelanda)
- Amphinecta dejecta Forster & Wilton, 1973 (Nova Zelanda)
- Amphinecta luta Forster & Wilton, 1973 (Nova Zelanda)
- Amphinecta mara Forster & Wilton, 1973 (Nova Zelanda)
- Amphinecta milina Forster & Wilton, 1973 (Nova Zelanda)
- Amphinecta mula Forster & Wilton, 1973 (Nova Zelanda)
- Amphinecta pika Forster & Wilton, 1973 (Nova Zelanda)
- Amphinecta pila Forster & Wilton, 1973 (Nova Zelanda)
- Amphinecta puka Forster & Wilton, 1973 (Nova Zelanda)
- Amphinecta tama Forster & Wilton, 1973 (Nova Zelanda)
- Amphinecta tula Forster & Wilton, 1973 (Nova Zelanda)

### Aorangia
Aorangia Forster & Wilton, 1973
- Aorangia agama Forster & Wilton, 1973 (Nova Zelanda)
- Aorangia ansa Forster & Wilton, 1973 (Nova Zelanda)
- Aorangia fiordensis Forster & Wilton, 1973 (Nova Zelanda)
- Aorangia isolata Forster & Wilton, 1973 (Nova Zelanda)
- Aorangia kapitiensis Forster & Wilton, 1973 (Nova Zelanda)
- Aorangia mauii Forster & Wilton, 1973 (Nova Zelanda)
- Aorangia muscicola Forster & Wilton, 1973 (Nova Zelanda)
- Aorangia obscura Forster & Wilton, 1973 (Nova Zelanda)
- Aorangia otira Forster & Wilton, 1973 (Nova Zelanda)
- Aorangia pilgrimi Forster & Wilton, 1973 (Nova Zelanda)
- Aorangia poppelwelli Forster & Wilton, 1973 (Nova Zelanda)
- Aorangia pudica Forster & Wilton, 1973 (Nova Zelanda)
- Aorangia semita Forster & Wilton, 1973 (Nova Zelanda)
- Aorangia silvestris Forster & Wilton, 1973 (Nova Zelanda)
- Aorangia singularis Forster & Wilton, 1973 (Nova Zelanda)
- Aorangia tumida Forster & Wilton, 1973 (Nova Zelanda)

### Austmusia
Austmusia Gray, 1983
- Austmusia kioloa Gray, 1983 (Nova Gal·les del Sud)
- Austmusia lindi Gray, 1983 (Victòria)
- Austmusia wilsoni Gray, 1983 (Nova Gal·les del Sud)

### Buyina
Buyina Davies, 1998
- Buyina halifax Davies, 1998 (Queensland)
- Buyina yeatesi Davies, 1998 (Queensland)

### Calacadia
Calacadia Exline, 1960
- Calacadia ambigua (Nicolet, 1849) (Xile)
- Calacadia Xilensis Exline, 1960 (Xile)
- Calacadia dentifera (Tullgren, 1902) (Xile)
- Calacadia livens (Simon, 1902) (Xile)
- Calacadia osorno Exline, 1960 (Xile)
- Calacadia radulifera (Simon, 1902) (Xile)
- Calacadia rossi Exline, 1960 (Xile)

### Carbinea
Carbinea Davies, 1999
- Carbinea breviscapa Davies, 1999 (Queensland)
- Carbinea longiscapa Davies, 1999 (Queensland)
- Carbinea robertsi Davies, 1999 (Queensland)
- Carbinea wunderlichi Davies, 1999 (Queensland)

### Cunnawarra
Cunnawarra Davies, 1998
- Cunnawarra cassisi Davies, 1998 (Nova Gal·les del Sud)
- Cunnawarra grayi Davies, 1998 (Nova Gal·les del Sud)

### Dunstanoides
Dunstanoides Forster & Wilton, 1989
- Dunstanoides angustiae (Marples, 1959) (Nova Zelanda)
- Dunstanoides hesperis (Forster & Wilton, 1973) (Nova Zelanda)
- Dunstanoides hinawa (Forster & Wilton, 1973) (Nova Zelanda)
- Dunstanoides hova (Forster & Wilton, 1973) (Nova Zelanda)
- Dunstanoides kochi (Forster & Wilton, 1973) (Nova Zelanda)
- Dunstanoides mira (Forster & Wilton, 1973) (Nova Zelanda)
- Dunstanoides montana (Forster & Wilton, 1973) (Nova Zelanda)
- Dunstanoides nuntia (Marples, 1959) (Nova Zelanda)
- Dunstanoides salmoni (Forster & Wilton, 1973) (Nova Zelanda)

### Holomamoea
Holomamoea Forster & Wilton, 1973
- Holomamoea foveata Forster & Wilton, 1973 (Nova Zelanda)

### Huara
Huara Forster, 1964
- Huara antarctica (Berland, 1931) (Illes Auckland)
- Huara chapmanae Forster & Wilton, 1973 (Nova Zelanda)
- Huara decorata Forster & Wilton, 1973 (Nova Zelanda)
- Huara dolosa Forster & Wilton, 1973 (Nova Zelanda)
- Huara grossa Forster, 1964 (Illes Auckland)
- Huara hastata Forster & Wilton, 1973 (Nova Zelanda)
- Huara inflata Forster & Wilton, 1973 (Nova Zelanda)
- Huara kikkawa Forster & Wilton, 1973 (Nova Zelanda)
- Huara marplesi Forster & Wilton, 1973 (Nova Zelanda)
- Huara mura Forster & Wilton, 1973 (Nova Zelanda)
- Huara ovalis (Hogg, 1909) (Snares)
- Huara pudica Forster & Wilton, 1973 (Nova Zelanda)

### Jalkaraburra
Jalkaraburra Davies, 1998
- Jalkaraburra alta Davies, 1998 (Queensland)

### Kababina
Kababina Davies, 1995
- Kababina alta Davies, 1995 (Queensland)
- Kababina aquilonia Davies, 1995 (Queensland)
- Kababina colemani Davies, 1995 (Queensland)
- Kababina covacevichae Davies, 1995 (Queensland)
- Kababina formartine Davies, 1995 (Queensland)
- Kababina inferna Davies, 1995 (Queensland)
- Kababina isley Davies, 1995 (Queensland)
- Kababina superna Davies, 1995 (Queensland)
- Kababina yungaburra Davies, 1995 (Queensland)

### Keera
Keera Davies, 1998
- Keera longipalpis Davies, 1998 (Nova Gal·les del Sud)

### Magua
Magua Davies, 1998
- Magua wiangaree Davies, 1998 (Nova Gal·les del Sud)

### Makora
Makora Forster & Wilton, 1973
- Makora calypso (Marples, 1959) (Nova Zelanda)
- Makora detrita Forster & Wilton, 1973 (Nova Zelanda)
- Makora diversa Forster & Wilton, 1973 (Nova Zelanda)
- Makora figurata Forster & Wilton, 1973 (Nova Zelanda)
- Makora mimica Forster & Wilton, 1973 (Nova Zelanda)

### Malarina
Malarina Davies & Lambkin, 2000
- Malarina cardwell Davies & Lambkin, 2000 (Queensland)
- Malarina collina Davies & Lambkin, 2000 (Queensland)
- Malarina masseyensis Davies & Lambkin, 2000 (Queensland)
- Malarina monteithi Davies & Lambkin, 2000 (Queensland)

### Mamoea
Mamoea Forster & Wilton, 1973
- Mamoea assimilis Forster & Wilton, 1973 (Nova Zelanda)
- Mamoea bicolor (Bryant, 1935) (Nova Zelanda)
- Mamoea cantuaria Forster & Wilton, 1973 (Nova Zelanda)
- Mamoea cooki Forster & Wilton, 1973 (Nova Zelanda)
- Mamoea florae Forster & Wilton, 1973 (Nova Zelanda)
- Mamoea grandiosa Forster & Wilton, 1973 (Nova Zelanda)
- Mamoea hesperis Forster & Wilton, 1973 (Nova Zelanda)
- Mamoea hughsoni Forster & Wilton, 1973 (Nova Zelanda)
- Mamoea inornata Forster & Wilson, 1973 (Nova Zelanda)
- Mamoea mandibularis (Bryant, 1935) (Nova Zelanda)
- Mamoea maorica Forster & Wilton, 1973 (Nova Zelanda)
- Mamoea montana Forster & Wilton, 1973 (Nova Zelanda)
- Mamoea monticola Forster & Wilton, 1973 (Nova Zelanda)
- Mamoea otira Forster & Wilton, 1973 (Nova Zelanda)
- Mamoea pilosa (Bryant, 1935) (Nova Zelanda)
- Mamoea rakiura Forster & Wilton, 1973 (Nova Zelanda)
- Mamoea rufa (Berland, 1931) (Illes Campbell)
- Mamoea unica Forster & Wilton, 1973 (Nova Zelanda)
- Mamoea Oestlandica Forster & Wilton, 1973 (Nova Zelanda)

### Maniho
Maniho Marples, 1959
- Maniho australis Forster & Wilton, 1973 (Nova Zelanda)
- Maniho cantuarius Forster & Wilton, 1973 (Nova Zelanda)
- Maniho centralis Forster & Wilton, 1973 (Nova Zelanda)
- Maniho insulanus Forster & Wilton, 1973 (Nova Zelanda)
- Maniho meridionalis Forster & Wilton, 1973 (Nova Zelanda)
- Maniho ngaitahu Forster & Wilton, 1973 (Nova Zelanda)
- Maniho otagoensis Forster & Wilton, 1973 (Nova Zelanda)
- Maniho pumilio Forster & Wilton, 1973 (Nova Zelanda)
- Maniho tigris Marples, 1959 (Nova Zelanda)
- Maniho vulgaris Forster & Wilton, 1973 (Nova Zelanda)

### Marplesia
Marplesia Lehtinen, 1967
- Marplesia dugdalei Forster & Wilton, 1973 (Nova Zelanda)
- Marplesia pohara Forster & Wilton, 1973 (Nova Zelanda)

### Metaltella
Metaltella Mello-Leitão, 1931
- Metaltella arcoiris (Mello-Leitão, 1943) (Xile)
- Metaltella iheringi (Keyserling, 1891) (Brasil, Argentina)
- Metaltella imitans (Mello-Leitão, 1940) (Argentina)
- Metaltella rorulenta (Nicolet, 1849) (Perú, Xile, Argentina)
- Metaltella simoni (Keyserling, 1877) (Brasil, Uruguai, Argentina, EUA (introduïda))
- Metaltella tigrina (Mello-Leitão, 1943) (Argentina)

### Neolana
Neolana Forster & Wilton, 1973
- Neolana dalmasi (Marples, 1959) (Nova Zelanda)
- Neolana pallida Forster & Wilton, 1973 (Nova Zelanda)
- Neolana septentrionalis Forster & Wilton, 1973 (Nova Zelanda)

### Neororea
Neororea Forster & Wilton, 1973
- Neororea homerica Forster & Wilton, 1973 (Nova Zelanda)
- Neororea sorenseni (Forster, 1955) (Illes Auckland)

### Oparara
Oparara Forster & Wilton, 1973
- Oparara karamea Forster & Wilton, 1973 (Nova Zelanda)
- Oparara vallus (Marples, 1959) (Nova Zelanda)

### Paramamoea
Paramamoea Forster & Wilton, 1973
- Paramamoea aquilonalis Forster & Wilton, 1973 (Nova Zelanda)
- Paramamoea arawa Forster & Wilton, 1973 (Nova Zelanda)
- Paramamoea incerta Forster & Wilton, 1973 (Nova Zelanda)
- Paramamoea incertoides Forster & Wilton, 1973 (Nova Zelanda)
- Paramamoea insulana Forster & Wilton, 1973 (Nova Zelanda)
- Paramamoea pandora Forster & Wilton, 1973 (Nova Zelanda)
- Paramamoea paradisica Forster & Wilton, 1973 (Nova Zelanda)
- Paramamoea parva Forster & Wilton, 1973 (Nova Zelanda)
- Paramamoea urewera Forster & Wilton, 1973 (Nova Zelanda)
- Paramamoea waipoua Forster & Wilton, 1973 (Nova Zelanda)

### Penaoola
Penaoola Davies, 1998
- Penaoola algida Davies, 1998 (Sud d'Austràlia)
- Penaoola madida Davies, 1998 (Sud d'Austràlia)

### Quemusia
Quemusia Davies, 1998
- Quemusia aquilonia Davies, 1998 (Queensland)
- Quemusia austrina Davies, 1998 (Queensland)
- Quemusia cordillera Davies, 1998 (Nova Gal·les del Sud)
- Quemusia raveni Davies, 1998 (Queensland)

### Rangitata
Rangitata Forster & Wilton, 1973
- Rangitata peelensis Forster & Wilton, 1973 (Nova Zelanda)

### Reinga
Reinga Forster & Wilton, 1973
- Reinga apica Forster & Wilton, 1973 (Nova Zelanda)
- Reinga aucklandensis (Marples, 1959) (Nova Zelanda)
- Reinga grossa Forster & Wilton, 1973 (Nova Zelanda)
- Reinga media Forster & Wilton, 1973 (Nova Zelanda)
- Reinga waipoua Forster & Wilton, 1973 (Nova Zelanda)

### Rorea
Rorea Forster & Wilton, 1973
- Rorea aucklandensis Forster & Wilton, 1973 (Illes Auckland)
- Rorea otagoensis Forster & Wilton, 1973 (Nova Zelanda)

### Tanganoides
Tanganoides Davies, 2005
- Tanganoides acutus (Davies, 2003) (Tasmània)
- Tanganoides clarkei (Davies, 2003) (Tasmània)
- Tanganoides collinus (Davies, 2003) (Tasmània)
- Tanganoides greeni (Davies, 2003) (Tasmània)
- Tanganoides harveyi (Davies, 2003) (Victòria)
- Tanganoides mcpartlan (Davies, 2003) (Tasmània)

### Tasmabrochus
Tasmabrochus Davies, 2002
- Tasmabrochus cranstoni Davies, 2002 (Tasmània)
- Tasmabrochus montanus Davies, 2002 (Tasmània)
- Tasmabrochus turnerae Davies, 2002 (Tasmània)

### Tasmarubrius
Tasmarubrius Davies, 1998
- Tasmarubrius hickmani Davies, 1998 (Tasmània)
- Tasmarubrius milvinus (Simon, 1903) (Tasmània)
- Tasmarubrius pioneer Davies, 1998 (Tasmània)
- Tasmarubrius tarraleah Davies, 1998 (Tasmània)
- Tasmarubrius truncus Davies, 1998 (Tasmània)

### Teeatta
Teeatta Davies, 2005
- Teeatta driesseni Davies, 2005 (Tasmània)
- Teeatta magna Davies, 2005 (Tasmània)
- Teeatta platnicki Davies, 2005 (Tasmània)

### Wabua
Wabua Davies, 2000
- Wabua aberdeen Davies, 2000 (Queensland)
- Wabua cleveland Davies, 2000 (Queensland)
- Wabua crediton Davies, 2000 (Queensland)
- Wabua elliot Davies, 2000 (Queensland)
- Wabua eungella Davies, 2000 (Queensland)
- Wabua halifax Davies, 2000 (Queensland)
- Wabua hypipamee Davies, 2000 (Queensland)
- Wabua kirrama Davies, 2000 (Queensland)
- Wabua major Davies, 2000 (Queensland)
- Wabua paluma Davies, 2000 (Queensland)
- Wabua seaview Davies, 2000 (Queensland)

### Waterea
Waterea Forster & Wilton, 1973
- Waterea cornigera Forster & Wilton, 1973 (Nova Zelanda)